# Moosrangen
Der Moosrangen ist eine bewaldete Anhöhe südöstlich von Arzberg in Oberfranken. Der Gipfel liegt auf 599 m ü. NHN inmitten des Arzberger Forstes im bayerischen Teil des Kohlwalds im südöstlichen Fichtelgebirge.

## Gewässer
Der am Nordosthang des Moosrangens aus zwei Quellbächen entspringende Grenzbach ist ein größerer Wasserlauf im Kohlwald. Er fließt entlang der deutsch-tschechischen Grenze in nördliche Richtung und mündet südlich von Fischern in die Röslau.

## Geschichte
An der Südseite verlief in früheren Jahren eine wichtige Straße nach Eger (Cheb).

## Bauwerke

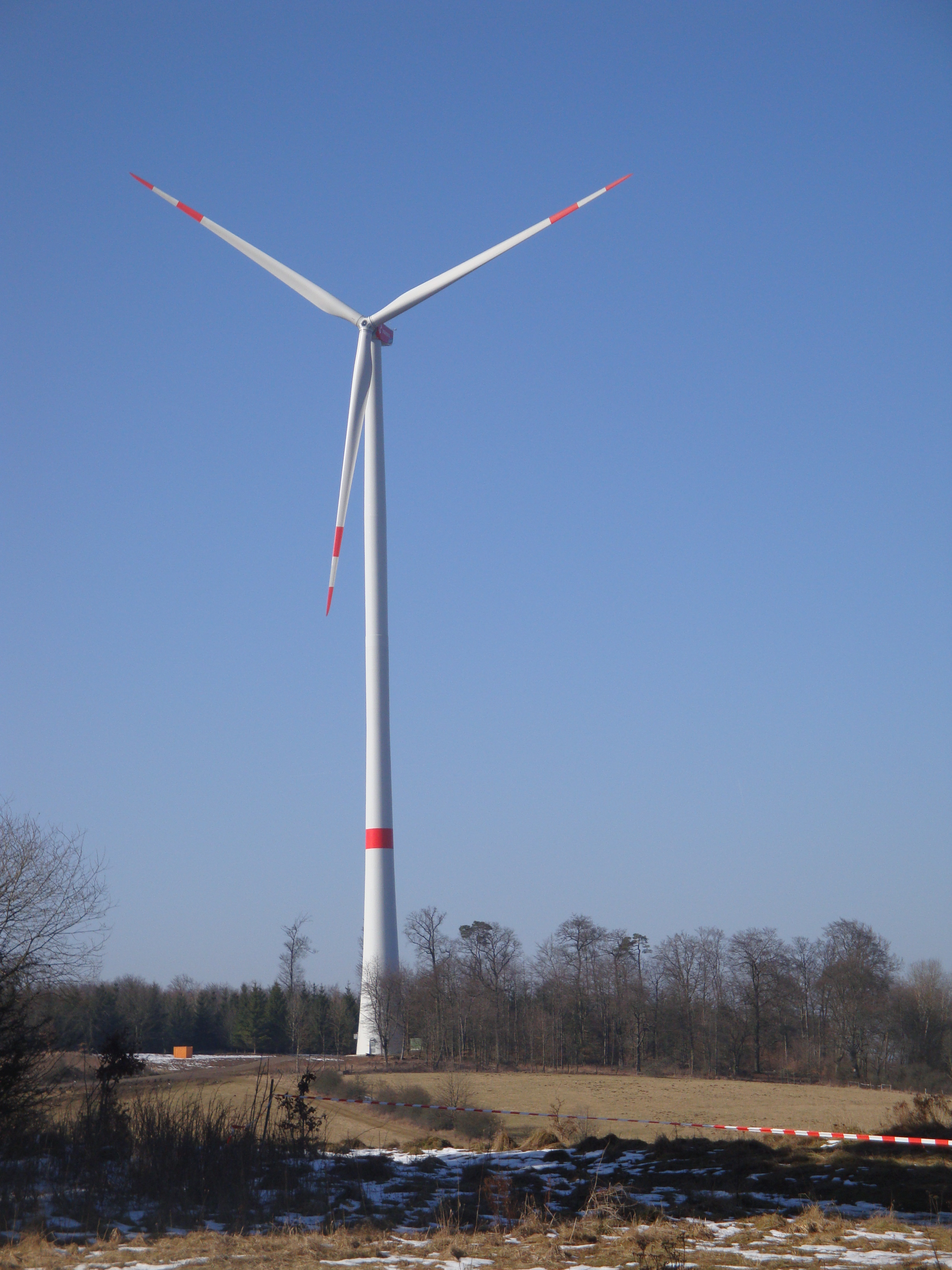
Nordex N117/2400 an einem anderen Standort

Ebenfalls in früheren Jahren standen hier Kohlenmeiler für die Eisenverhüttung in Arzberg (Oberfranken).
Im Landschaftsschutzgebiet Blausäulenlinie erheben sich 3 Windkraftanlagen des Typs Nordex N117/2400 mit einer Gesamthöhe von je 199 m bei einem Rotordurchmesser von 117 m, wobei 1 Rotorblatt 57 m lang ist und 10,4 Tonnen wiegt. Das Regelarbeitsvermögen pro Anlage und Jahr liegt bei 6,5 Millionen kWh.

## Karten
- Fritsch Wanderkarte 1:50.000, Blatt 52, Naturpark Fichtelgebirge – Steinwald